# تالياتيلي
تليَتلّة (بالإيطالية: Tagliatelle، نقحرة: تاغلياتيللي) هي كلمة أشتقت من الكلمة الأيطالية (tagliare) بمعنى «القَطْع» والتليَتلّة هي الباستا التقليدية لإقليم إميليا رومانيا في إيطاليا. ظل هذا النوع من الباستا منفردًا ومتميزًا لمدة طويلة كأشرطة مستوية مماثلة في الشكلِ إلى معكرونة فيتوتشني، لكن الحجم النموذجي لهذه الباستا حوالي 0.65 سنتيمتر إلى 1 سنتيمترِ (0.25 إلى 0.375 بوصة) عريضة. يمكن أن تُقدم هذ الباستا مع تشكيلة من الصلصات الكلاسيكية مثل صلصة اللحم أو صلصة البولونيزي.

## معرض صور

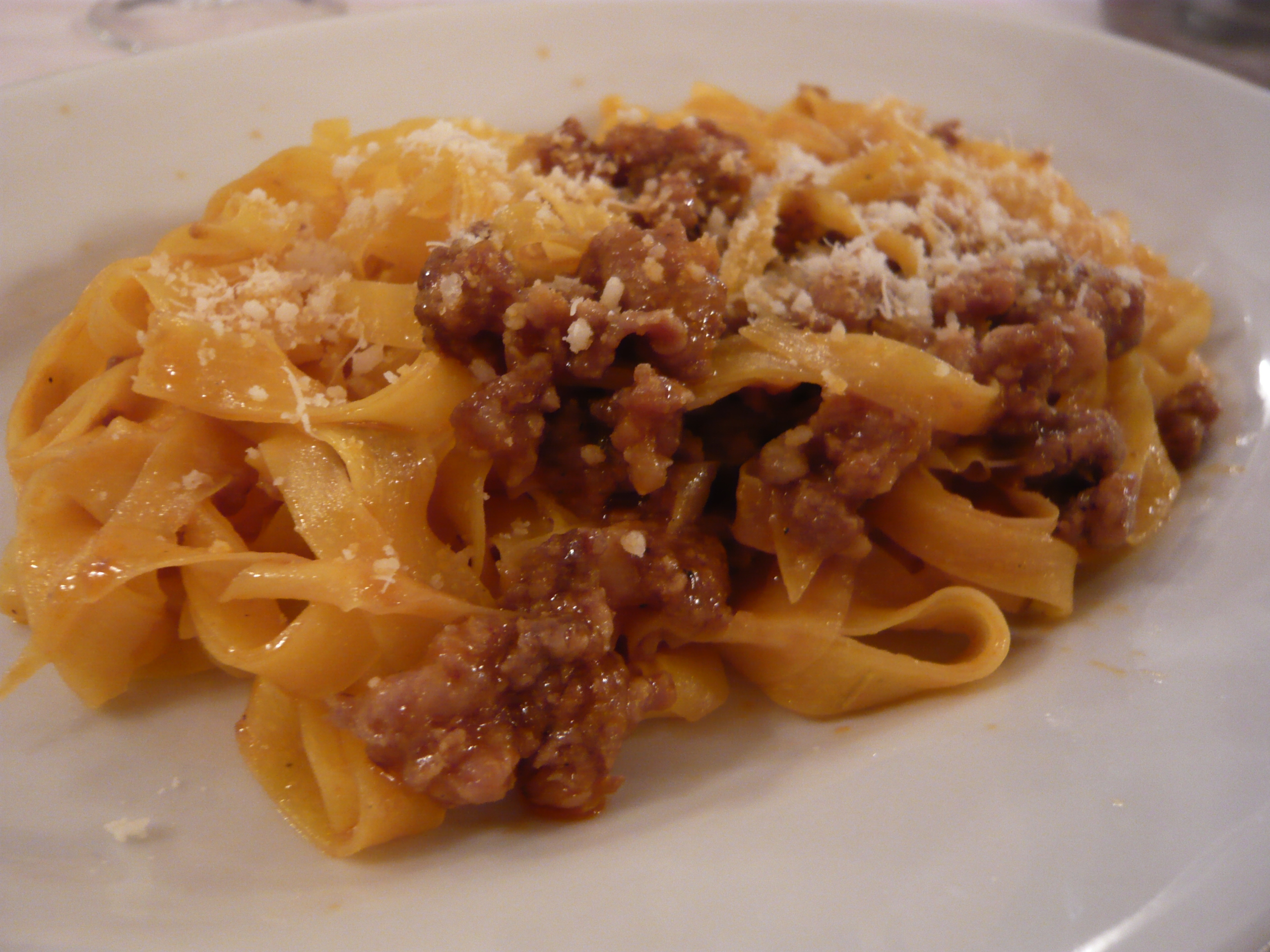
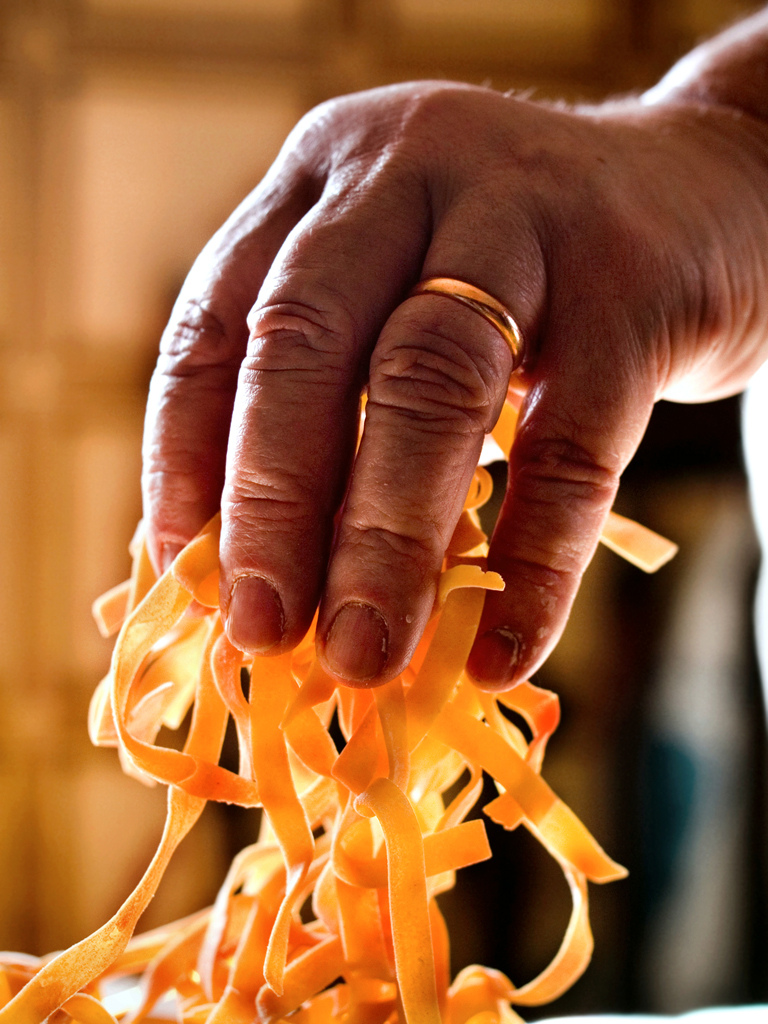
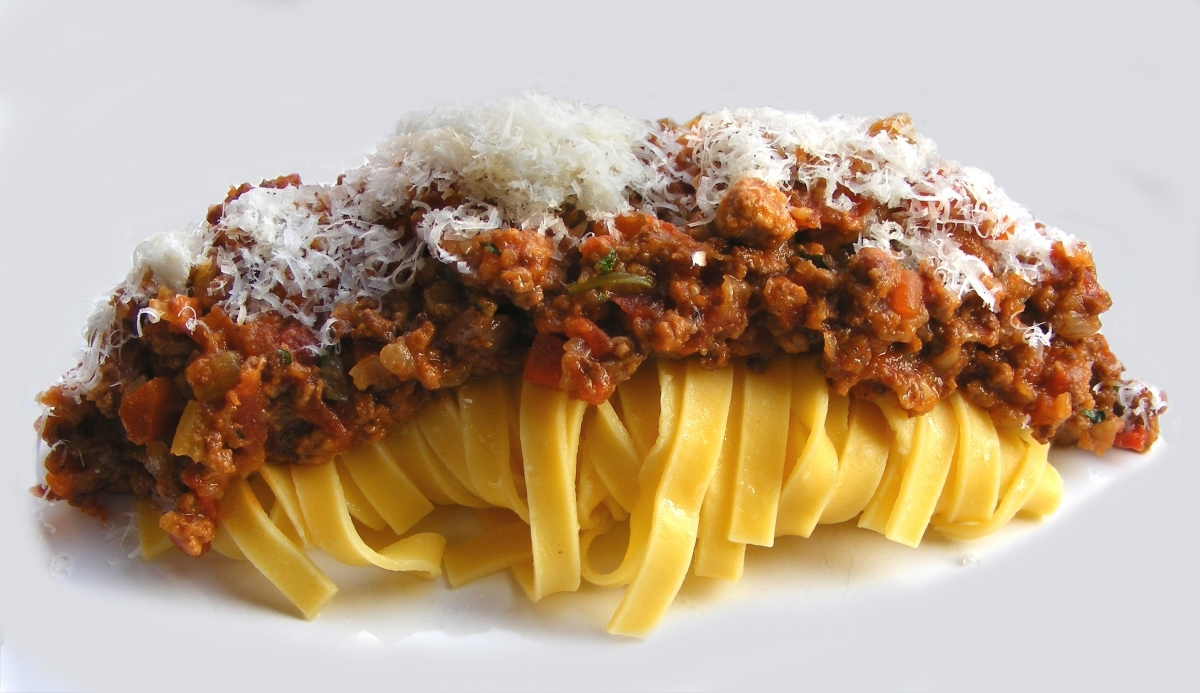